# Boyacá (tỉnh)
Boyacá là một trong 32 tỉnh của Colombia. Tỉnh nằm tại trung tâm Colombia, phần lớn địa hình nằm trên dãy núi Đông Colombia. Boyacá tiếp giáp với tỉnh Santander về phía bắc, giáp với bang Apure của Venezuela và tỉnh Norte de Santander về phía tây bắc, giáp với hai tỉnh Arauca và Casanare về phía đông, giáp với tỉnh Cundinamarca về phía nam và giáp với tỉnh Antioquia về phía đông. Thủ phủ của tỉnh là thành phố Tunja.
Tại Colombia, tỉnh Boyacá được mệnh danh là vùng đất của tự do vì nơi đây từng xảy ra nhiều trận chiến lớn trong cuộc đấu tranh giành độc lập của Colombia tách khỏi Tây Ban Nha, tiêu biểu là trận Boyacá diễn ra vào ngày 7 tháng 8 năm 1819.

## Lịch sử
Trước khi người châu Âu có mặt tại Colombia, vùng đất Boyacá là nơi sinh sống của dân tộc Muisca. Đời sống của họ chủ yếu dựa trên nông nghiệp, khai thác vàng và ngọc lục bảo.
Gonzalo Jiménez de Quesada là người châu Âu đầu tiên chinh phục vùng Boyacá và tiêu diệt dân bản địa, những người sống sót buộc phải làm việc trên các đồn điền ở Tây Ban Nha.
Năm 1539, Gonzalo Suárez Rendón lập nên thành phố Tunja.